# Port-Launay

Port-Launay este o comună în departamentul Finistère, Franța. În 1 ianuarie 2022 avea o populație de 396 de locuitori.